# 松田努
松田 努（まつだ つとむ、1970年4月30日 - ）は、日本の元ラグビー選手。

## プロフィール
- 埼玉県出身。
- 現役時代の身長は180cm、体重は85kg。
- ポジションはウィング(WTB)、フルバック(FB)。
- 日本代表キャップは43。
- 7人制女子日本代表・15人制女子日本代表の松田凜日は娘。

## 来歴
草加高校でラグビーを始め、関東学院大学進学後にナンバー8からフルバックに転向。
トレードマークの長髪をなびかせながら大股のストライドでピッチを駆け抜けるランニングで学生時代より注目を浴びる。
大学卒業後に東芝府中へ入社。1996年からは当時の監督向井昭吾の「PからGO」の戦術のもと、日本選手権3連覇を達成するなどチームの中心選手となった。
日本代表には大学在学中のラグビーワールドカップ1991メンバーにも選出されるも、出場機会はなかった。1992年の香港戦で初キャップを獲得。その後日本代表の正FBに定着し、ラグビーワールドカップ1995、ラグビーワールドカップ1999、ラグビーワールドカップ2003に3大会連続出場した。
また7人制日本代表の経験も持ち、ラグビーワールドカップセブンズ1993にも出場している。
2007年にはリポビタンDチャレンジでアジア・バーバリアンズのスコッドに選出された。
40歳を過ぎてからもトップリーグ公式戦に先発出場し、トップリーグの最年長トライ記録保持者であり（2020年シーズン終了時点）、最年長出場記録も一定期間保持していたが2016年12月に松園正隆（宗像サニックスブルース）により更新された。。
2013年3月18日、現役引退を表明。「ラグビーが大好きだったし、きついことを楽しむことができたから、長く続けられた」と思いを語った。
同年7月、ラグビーワールドカップ2019アンバサダーに就任する。
現在、女子ラグビーチーム「ブレイブルーヴ」の監督を務めている。